# Национальная школа разведки (Аргентина)

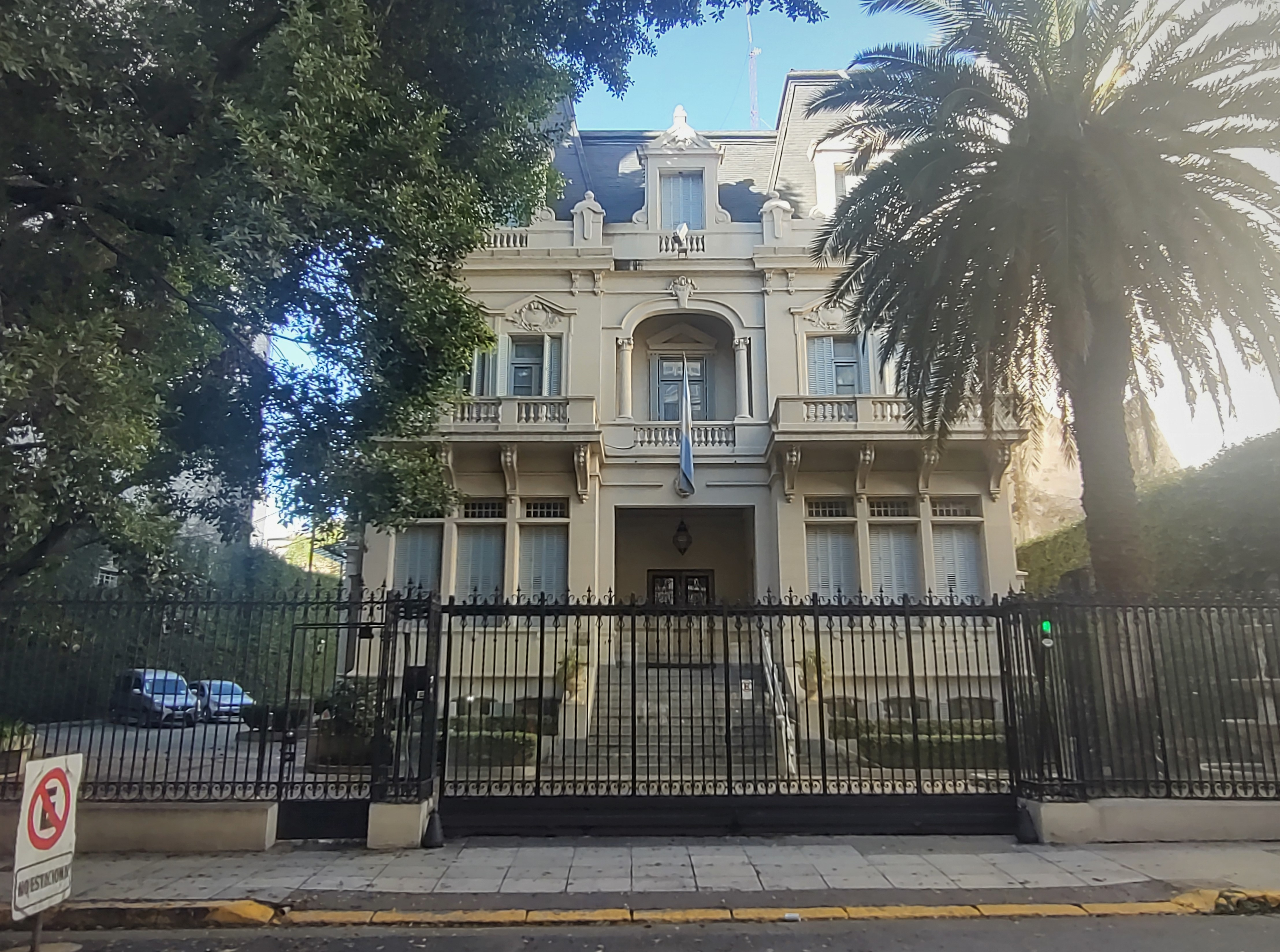
Штаб-квартира школы в Буэнос-Айресе, Либерти-стрит,1235

Национальная школа разведки (исп. Escuela Nacional de Inteligencia, ENI) — учебное заведение Аргентины, ведущее подготовку кадров для национальных спецслужб.
Создана 24 января 1967 согласно Декрету N° 17/1967.
Директор школы — Сильвия Беатрис Куковас (исп. Silvia Beatriz Cucovaz).
Находится в Буэнос-Айресе, на улице Либерти-стрит,1235.
Здание, где расположена школа, в своё время принадлежало президенту Викторино де ла Пласа. Располагает обширной библиотекой и залами для учебных занятий. Цикл обучения в Национальной школе разведки занимает от 7 до 9 лет и включает в себя комплексы специальной физической, психологической и лингвистической подготовки, а также курсы специальных дисциплин (обращение с оружием и взрывчатыми устройствами и т. д.).
СИДЕ издаёт ежеквартальный журнал «La Revista de la Escuela Nacional de Inteligencia» («Журнал Национальной школы разведки»), предназначенный как для аргентинцев, так и для зарубежных читателей.